# Tidu
Tidu – starożytne miasto w górnym biegu rzeki Tygrys, wzmiankowane w nowoasyryjskich inskrypcjach królewskich, przez niektórych badaczy identyfikowane z tureckim Üçtepe (wcześniej znanym jako Kurkh, Kurh, Kerh). Było jednym z miast należących do asyryjskiej prowincji Tuszhan. Identyfikacja miasta Tidu z mitannijskim miastem Taidu nie została potwierdzona.

## Dzieje
Asyryjski król Aszurnasirpal II (883-859 p.n.e.) wspomina w swych rocznikach, iż Salmanasar I (1274-1245 p.n.e.), asyryjski król żyjący ok. 300 lat wcześniej, kazał ufortyfikować dwa miasta, Tidu i Szinabu, aby stanowiły siedzibę dla wojsk asyryjskich pilnujących granicy z krajami Nairi. Oba miasta wpadły jednak z czasem w ręce Aramejczyków i dopiero Aszurnasirpalowi II udało się ponownie przejąć nad nimi kontrolę. W 879 r. p.n.e. Tidu było jednym z miast w których wzniesiono magazyny na zboże sprowadzane z krajów Nairi. Pod koniec panowania Salmanasara III (858-824 p.n.e.) Tidu wraz z wieloma innymi miastami dołączyło do wielkiej rebelii zainicjowanej przez Aszur-da’’in-apla, syna króla, który podjął próbę przejęcia władzy w Asyrii. Rebelię tą udało się dopiero stłumić Szamszi-Adadowi V (823-811 p.n.e.), innemu synowi i następcy Salmanasara III. 